# アイコン (パラダイス・ロストのアルバム)
『アイコン』（Icon）は、イングランドのバンド、パラダイス・ロストが1993年に発表した4作目のスタジオ・アルバム。オリジナル・ドラマーのマシュー・アーチャー在籍時としては最後のアルバムである。

## 反響・評価
ドイツでは合計12週にわたりアルバム・チャート入りして、最高31位を記録した。一方、母国イギリスでは、本作でも全英アルバムチャートのトップ100入りを果たせなかった。
クリストファー・アンダーソンはオールミュージックにおいて5点満点中4.5点を付け「ボーカリストのニック・ホルムズは、ジェイムズ・ヘットフィールド風の叫びとグレゴリオ聖歌的なスタイルを強調すべく、制限的なグロウルを捨て、バンドの頭脳グレッグ・マッキントッシュ（リードギター）は、自身のバロック・メタル的スタイルの完成度を更に高めた」「古くからのファンは、バンドが売れ線に走ったと異議を唱えるかもしれないが、このアルバムは、バンドのより芸術的な構想が精錬されたとはいえ、以前のアルバムにあった耳障りなエッジも保たれている」と評している。

## 収録曲
全曲とも作詞はニック・ホルムズ、作曲はグレッグ・マッキントッシュによる。
1. エンバース・ファイア - Embers Fire – 4:44
2. リメンブランス - Remembrance – 3:26
3. フォージング・シンパシー - Forging Sympathy – 4:43
4. ジョイズ・オブ・ジ・エンプティネス - Joys of the Emptiness – 3:29
5. ダイイング・フリーダム - Dying Freedom – 3:43
6. ウィドー - Widow – 3:04
7. コロッサル・レインズ - Colossal Rains – 4:35
8. ウィーピング・ワーズ - Weeping Words – 3:50
9. ポイズン - Poison – 2:59
10. トゥルー・ビリーフ - True Belief – 4:30
11. シャロウ・シーズンズ - Shallow Seasons – 4:55
12. クリスンダム - Christendom – 4:30
13. デイアス・ミザーイーター - Deus Misereatur – 1:57

## 参加ミュージシャン
- ニック・ホルムズ - ボーカル
- グレッグ・マッキントッシュ - リードギター
- アーロン・エイディ - リズムギター、アコースティック・ギター
- スティーヴ・エドモンドソン - ベース
- マシュー・アーチャー - ドラムス、パーカッション

アディショナル・ミュージシャン
- デニース・バーナード - ボーカル
- アンドリュー・ホールズワース - キーボード